# Jump (Flo Rida)
Jump is een nummer van de Amerikaanse rapper Flo Rida, geproduceerd door Mike Caren in samenwerking met C. Fournier & Oligee. Het werd in 2009 uitgebracht als de derde single van zijn tweede studioalbum R.O.O.T.S.. Jump is een samenwerking met de Portugese zangeres Nelly Furtado, die de refreinen voor haar rekening neemt.

## Achtergrondinformatie
Het nummer wordt gebruikt ter promotie van de Disneyfilm G-Force; de hoofdkarakters van de film zijn ook te zien in de videoclip, dat geregisseerd is door Chris Robinson. De videoclip ging 11 juli 2009 in première en bevat scènes uit de film. Vanwege andere verplichtingen, kon Furtado niet aanwezig zijn bij de opnames en hierom heeft Disney een animatie van Furtado gecreëerd en in de videoclip gezet.
Na de lancering van het album, debuteerde het nummer in Canada en de Verenigde Staten op basis van digitale verkopen. Jump behaalde de 32ste plek in Canada en de 54ste in de Billboard Hot 100.